# Trachymene acrotricha
Trachymene acrotricha är en flockblommig växtart som beskrevs av Buwalda. Trachymene acrotricha ingår i släktet Trachymene och familjen flockblommiga växter. Inga underarter finns listade i Catalogue of Life.